# 化学气相沉积
化學氣相沉積（英語：chemical vapor deposition，簡稱CVD）是一種用來產生純度高、性能好的固態材料的化學技術。半導體產業使用此技術來成長薄膜。典型的CVD製程是將晶圓（基底）暴露在一種或多種不同的前趨物下，在基底表面發生化學反應或/及化學分解來產生欲沉積的薄膜。反應過程中通常也會伴隨地產生不同的副產品，但大多會隨著氣流被帶走，而不會留在反應腔（reaction chamber）中。
微制程大都使用CVD技术来沉积不同形式的材料，包括单晶、多晶、非晶及磊晶材料。这些材料有硅、碳纤维、碳奈米纤维、奈米线、奈米碳管、SiO2、硅锗、钨、硅碳、氮化硅、氮氧化硅及各种不同的等材料。CVD制程也常用来生成合成钻石。

## 化學氣相沉積的種類
一些CVD技術被廣泛地使用及在文獻中被提起。這些技術有不同的起始化學反應機制（如活化機制）及不同的製程條件。
- 以反應時的壓力分類
  - 常壓化學氣相沉積（Atmospheric Pressure CVD，APCVD）：在常壓環境下的CVD製程。
  - 低壓化學氣相沉積（Low-pressure CVD，LPCVD）：在低壓環境下的CVD製程。降低壓力可以減少不必要的氣相反應，以增加晶圓上薄膜的一致性。大部份現今的CVD製程都是使用LPCVD或UHVCVD。
  - 超高真空化學氣相沉積（Ultrahigh vacuum CVD，UHVCVD：在非常低壓環境下的CVD製程。大多低於10−6 Pa (約為10−8 torr）。註：在其他領域，高真空和超高真空（英语：ultra-high vacuum）大都是指同樣的真空度，約10−7 Pa。
- 以氣相的特性分類
  - 氣溶膠輔助氣相沉積（Aerosol assisted CVD，AACVD）：使用液體/氣體的氣溶膠的前驅物成長在基底上，成長速度非常快。此種技術適合使用非揮發的前驅物。
  - 直接液体注入化学气相沉积（Direct liquid injection CVD，DLICVD）：使用液体（液体或固体溶解在合适的溶液中）形式的前驱物。液相溶液被注入到蒸发腔里变成注入物。接着前驱物经由传统的CVD技术沉积在基底上。此技术适合使用液体或固体的前驱物。此技术可达到很多的成长速率。
- 电浆技术（可参考电浆制程（英语：Plasma processing））
  - 微波等离子体辅助化学气相沉积（Microwave plasma-assisted CVD，MPCVD）
  - 等离子体增强化学气相沉积法（Plasma-Enhanced CVD，PECVD）：利用等离子体增加前驱物的反应速率。PECVD技术允许在低温的环境下成长，这是半导体制造中广泛使用PECVD的最重要原因。
  - 远距电浆增强化学气相沉积（Remote plasma-enhanced CVD，RPECVD）：和PECVD技术很相近的技术。但晶圆不直接放在电浆放电的区域，反而放在距离电浆远一点的地方。晶圆远离电浆区域可以让制程温度降到室温。
- 原子層化學氣相氣相沉積（Atomic layer CVD，ALCVD）：連續沉積不同材料的晶體薄膜層。參見原子層磊晶（原子层沉积）。
- 熱絲化學氣相沉積（Hot wire CVD，HWCVD）：也稱做觸媒化學氣相沉積（Catalytic CVD，Cat-CVD）或熱燈絲化學氣相沉積（Hot filament CVD，HFCVD）。使用熱絲化學分解來源氣體。[1]
- 有機金屬化學氣相沉積（Metalorganic chemical vapor deposition，MOCVD）：前驅物使用有機金屬的CVD技術。
- 混合物理化學氣相沉積（Hybrid Physical-Chemical Vapor Deposition，HPCVD）：一種氣相沉積技術，包含化學分解前驅氣體及蒸發固體源兩種技術。
- 快速熱化學氣相沉積（Rapid thermal CVD, RTCVD）：使用加熱燈或其他方法快速加熱晶圓。只對基底加熱，而不是氣體或腔壁。可以減少不必要的氣相反應，以免產生不必要的粒子。
- 氣相外延（Vapor phase epitaxy, VPE）

## 通常用于集成电路的沉积材料
本节讨论通常用于集成电路的CVD工艺。不同的材料会应用于不同的环境。

### 多晶硅
多晶硅是从硅烷（SiH4）沉积所得到的。使用以下反应：
SiH4 → Si + 2 H2
这种反应通常使用低压化学气相沉积系统（LPCVD），使用单纯的硅烷或用70-80％的氮硅烷作为原料。在温度在600°C至650°C之间，压力为25~150帕斯卡的条件下，沉积速度在每分钟10至20纳米之间。另一种工艺使用氢为还原剂。氢气会降低增长速度，所以温度提高到850甚至1050℃进行补偿。
多晶硅的沉积可以和掺杂同时进行。即把磷，砷或者乙硼烷加入CVD反应腔。乙硼烷的会令增长率增加，但砷化氢和磷化氢会令沉积速度减小。

### 二氧化硅
SiH4+O2 → SiO2+2H2

### 氮化硅
使用以下反应：SiH4 + 4 N2O → SiO2 + 2 H2O + 4 N2.

## 通常用于高分子聚合的沉积材料
聚对二甲苯（parylene）以及其衍生物
Parylene-N的單體經過高溫爐（約攝氏600-800度）裂解後會形成自由基,而最後隨著帶入的惰性氣體沉積在低溫的表面上
大多數parylenes是鈍化薄膜或塗層。這意味著他們保護的設備可以防止水，化學品的侵害。這是一個重要的特點，然而在許多應用上都需要鍵結的其他材料在聚對二甲苯上，例如對二甲苯對二甲苯，對二甲苯表面固定催化劑或酶......。一些的反應性對二甲苯，例如:1.胺基對二甲苯（一個胺在每個重複單元，Kisco公司產品）2.一甲基胺對二甲苯（一甲基胺每個重複單元，Kisco公司產品）
一甲基胺对二甲苯比胺基对二甲苯有更大的反应性，因为它带着更强的硷基。当相邻的苯环胺组，胺基，是在稳定的共振，因此变得更加酸性，相对碱性较弱。然而[胺基对二甲苯]是更容易合成，因此它的成本较低。